# Calacirya
Calacirya (que significa ‘paso de la luz’ en quenya) es un lugar ficticio que forma parte del legendarium creado por el escritor británico J. R. R. Tolkien y que aparece en su novela póstuma El Silmarillion. Es un desfiladero que, atravesando las montañas de las Pelóri, llega hasta el mar. Allí se encuentra Tirion sobre Túna, la ciudad de los elfos de Aman. Fue abierto por los Valar para que la luz de los Dos Árboles de Valinor llegara a los elfos de Tirion, y es el único paso que atraviesa las Pelóri. Desde el Ocultamiento de Valinor está constantemente vigilado.
También se menciona a Calacirya en El Señor de los Anillos, en una canción de Galadriel, cuando La Compañía o Comunidad del Anillo abandona el Bosque y Reino de Lothlórien.